# Carmine Appice

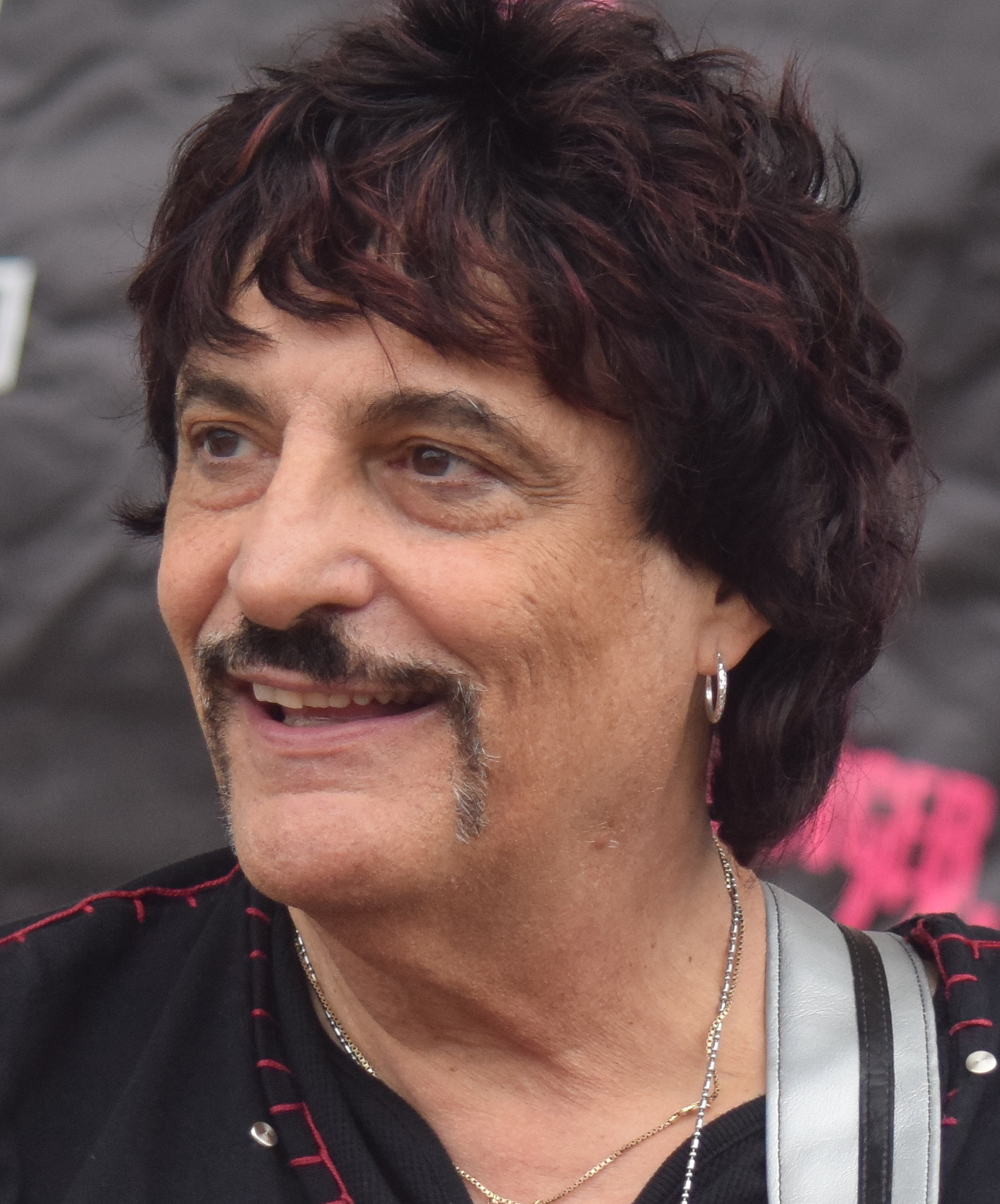
Carmine Appice, 2015

Carmine Appice (* 15. Dezember 1946 in Staten Island) ist ein US-amerikanischer Rockmusiker. Bekannt wurde er als Schlagzeuger der Rockband Vanilla Fudge. 2014 wurde er in die Hall of Fame des Modern Drummer aufgenommen. Sein elf Jahre jüngerer Bruder Vinny Appice ist ebenfalls Schlagzeuger.
Er war Schlagzeuger bei Cactus und Beck, Bogert & Appice. 1976 schloss er sich der Band von Rod Stewart an, mit dem er auch die Hits Da Ya Think I’m Sexy? und Young Turks schrieb. Es folgten das Soloalbum Rockers und Tourneen durch die USA und Japan, bevor Appice die Band King Kobra gründete.
Im Laufe seiner Karriere spielte Appice mit vielen bekannten Musikern und Bands, darunter Ozzy Osbourne, Jimmy Page, Def Leppard, Kid Rock, Ric Grech, Ted Nugent, Pink Floyd, Blue Murder, Pearl, Edgar Winter und Michael Schenker. Er spielte Doublebass-Drumsets, wobei er die Firma Ludwig bevorzugte.
Seit Mitte der 1990er Jahre veröffentlichte Appice mit bekannten Gitarristen eine Reihe von Alben unter dem Namen Guitar Zeus. Zu den verschiedenen Formationen, mit denen er auftrat, gehörten Char, Bogert & Appice (CBA) mit dem japanischen Gitarristen Char und Tim Bogert (1999), sowie Derringer, Bogert & Appice (DBA) mit Rick Derringer und Tim Bogert (2001).
Appice schrieb ein erfolgreiches Buch über Schlagzeugtechnik in der Rockmusik, Realistic Rock, zu dem er auch ein Video und eine CD aufnahm. Über das Leben des Led-Zeppelin-Drummers John Bonham schrieb er das Buch A Thunder of Drums. 2016 wurde seine Autobiografie unter dem Titel Stick It!: My Life of Sex, Drums & Rock 'n' Roll veröffentlicht.
1991 durfte Appice seine Handabdrücke im Hollywood Rock Walk verewigen, direkt neben seinen Vorbildern Gene Krupa und Buddy Rich.
2014 ging er mit Joe Lynn Turner (Gesang, Ex-Deep Purple), Tony Franklin (Bass, Blue Murder & Jimmy Page) und Jeff Watson (Gitarre, Ex-Night-Ranger) unter dem Namen Legacy X auf Tour. Jedoch wurde der Name bereits kurz darauf in Rated X geändert und Jeff Watson durch Karl Cochran ersetzt.
Der Rolling Stone listete Appice 2016 auf Rang 28 der 100 größten Schlagzeuger aller Zeiten.